# Sipoo
Sipoo (Sibbo) este o comună din Finlanda.